# Junta de Villalba de Losa
Junta de Villalba de Losa település Spanyolországban, Burgos tartományban. Junta de Villalba de Losa Berberana, Valdegovía/Gaubea, Valle de Losa, Ayala/Aiara, Orduña és Amurrio községekkel határos. Lakosainak száma 78 fő (2024).

## Népesség
A település népessége az utóbbi években az alábbiak szerint változott:
| Lakosok száma | 99   | 115  | 139  | 119  | 112  | 97   | 87   | 88   | 87   | 78   |
|               | 2001 | 2004 | 2006 | 2009 | 2011 | 2014 | 2016 | 2019 | 2021 | 2024 |